# Dance the Cha Cha Cha
Dance the Cha Cha Cha è un album di Tito Puente, pubblicato dalla Tico Records nel 1956.

## Tracce
Lato A
1. Adele – 3:04 (O. Portall)
2. The Knockout – 2:50 (R. Lay)
3. The Man from Jamaica – 2:54 (A. Echeverria)
4. Oigan mi cha cha cha – 3:08 (Tito Puente)
5. Cherry Pink and Apple Blossom White – 2:56 (Loviguy, Leonardi, David)
6. Hot Tomales – 2:52 (J. Fajardo)

Lato B
1. Rico vacilon – 3:04 (D. Ruiz)
2. Espinita – 2:28 (N. Jimenez)
3. Cogele bien el compas – 2:41 (R. Jorrin)
4. Cha Cha Cha for Lovers – 3:01 (R. Ruiz, Jr.)
5. Carolina – 2:42 (J. Fajardo)
6. Mangue – 2:29 (F. Fellowo)

## Musicisti
- Tito Puente - vibrafono, timbales, percussioni
- Altri musicisti non accreditati